# Bernadette Manca di Nissa
Bernadette Manca di Nissa (Cagliari, 27 settembre 1954) è un contralto italiano.

## Biografia e carriera
Di nobili origini, Bernadette Manca di Nissa ha studiato canto privatamente, poi perfezionandosi al Mozarteum di Salisburgo nella classe di Giulietta Simionato, ricevendo inoltre consigli da Leyla Gencer e Sesto Bruscantini. Di formazione barocca e rossiniana, ha cantato un selezionato repertorio che va dal Seicento alla musica contemporanea con alcune prime mondiali di Luigi Nono. 
Ha cantato con illustri direttori, tra i quali Claudio Abbado, Bruno Bartoletti, Riccardo Chailly, James Conlon, Carlo Maria Giulini, John Eliot Gardiner, Bernhard Haitink, Christopher Hogwood, Zubin Mehta, Neville Marriner, Riccardo Muti, Seiji Ozawa, Antonio Pappano, Georges Prêtre, Christian Thielemann. Ha lavorato con registi come Roberto De Simone, Pier Luigi Pizzi, Jean-Pierre Ponnelle, Luca Ronconi, Giorgio Strehler, Graham Vick.
Dopo le prime esperienze concertistiche e la partecipazione nel ruolo di Margret a un Wozzeck a Cagliari, ha debuttato al Rossini Opera Festival nel 1982 come Isaura nel Tancredi (direttore Gelmetti, regista Pizzi, protagonista Lucia Valentini Terrani), ritornando a Pesaro nel 1984 (partecipazione alla ripresa moderna del Viaggio a Reims diretto da Claudio Abbado con regia di Ronconi, Stabat Mater di Vivaldi, Petite Messe Solennelle), nel 1989 (Pippo nella Gazza ladra), nel 1992 (ripresa moderna della Messa di Gloria di Rossini) e nel 1993 (arie inedite e alternative di Rossini, con Devia, Pertusi, Kunde).
Nel 1983 ha debuttato alla Fenice come Isaura in Tancredi con Marilyn Horne, poco dopo ha cantato nel Messiah ed ha interpretato Ottone in Agrippinadi Händel diretta da Christopher Hogwood, che debuttava in Italia, nel Teatro Malibran. Alla Fenice è stata presente a lungo, cantando tra l'altro nel Mitridate re di Ponto di Mozart (Farnace) e nel Nascimento dell'aurora di Albinoni (Apollo)  nel 1984,  musiche sacre barocche in varie chiese (San Giovanni e Paolo, San Marco, Santo Stefano) nel 1985, e negli anni seguenti Semele di Händel (doppio ruolo di Ino e Juno), Orfeo ed Euridice di Gluck, L'Italiana in Algeri, la Rapsodia per contralto di Brahms, la Nona di Beethoven ed altro.
Al Teatro alla Scala ha debuttato nel 1985 come Bradamante nell'Alcina di Händel, tornando in questo teatro per opere e concerti nell'arco di circa un ventennio. Sempre per la Scala nel 1986 ha cantato nella Lauda per la natività del Signore di Ottorino Respighi nella Chiesa di San Marco di Milano e nel 1988 è stata Libia nella prima rappresentazione moderna del Fetonte di Niccolò Jommelli. Nel 1989, diretta da Riccardo Muti, con la regia di Roberto De Simone ha interpretato l'Orfeo di Gluck, il che le è valso il premio "Abbiati" della critica musicale italiana. Nel medesimo teatro è stata poi, ancora con Muti, Nina in Lo frate 'nnamorato di Pergolesi. Nel 1990 ha cantato in Elia di Mendelssohn, nella Basilica di San Simpliciano e, in teatro,  nella Messa in si minore di Johann Sebastian Bach diretta da Carlo Maria Giulini. Nel 1991 nel Requiem mozartiano diretta da Muti. Nel 1993 è stata Mrs. Quickly (ruolo che aveva debuttato a Lyon nel 1987 con John Eliot Gardiner) nel Falstaff verdiano con Juan Pons, Ramón Vargas e Daniela Dessì diretta da Muti con regia di Strehler; ruolo ripreso con lo stesso maestro e con altri per oltre un centinaio di recite, e nel 1994 ha interpretato Holofernes nella Juditha triumphans di Vivaldi con Sonia Ganassi al suo debutto scaligero ed I Solisti Veneti diretta da Scimone nonché Ottone nell'Incoronazione di Poppea con Anna Caterina Antonacci. Sempre alla Scala con Muti ha ripreso molte volte il Falstaff, anche nella trasferta a Busseto per il centenario verdiano del 2001.
Nel 1992 ha debuttato al Comunale Bologna come protagonista nel Tancredi di Rossini, accanto a Mariella Devia (direttore Gelmetti, regista Pizzi) ed ha poi cantato in quel teatro nell'Italiana in Algeri, ne L'incoronazione di Poppea, con la regia di Vick (Ottone, in un cast che includeva Anna Caterina Antonacci, Jennifer Larmore, Patricia Schuman, Carlo Colombara) e nel Serse di Händel.
Nel 1996 al Lyric Opera di Chicago  è stata la Principessa in Suor Angelica diretta da Bruno Bartoletti e nel 1998 Mistress Quickly in Falstaff con Bryn Terfel, diretta da Antonio Pappano.
Nel 1999 alla Royal Opera House, Covent Garden di Londra  è stata ancora Quickly in Falstaff con Terfel e Barbara Frittoli diretta da Bernard Haitink, con la regia di Graham Vick, spettacolo che celebrava la riapertura del teatro dopo i grandi lavori di ristrutturazione.
Ha preso parte al "Progetto Pollini", col grande pianista al cembalo e alla direzione, cantando Madrigali di Monteverdi (con Sara Mingardo, Monica Bacelli, Furio Zanasi, Antonio Abete) a Salisburgo, a Tokyo, a Roma e a New York.
È stata inoltre attiva in molti altri tra i maggiori teatri e sale da concerto in Europa, Stati Uniti e Giappone: San Carlo di Napoli, Maggio Musicale Fiorentino, Comunale di Bologna, Regio di Torino, Regio di Parma, Liceu di Barcellona, Saõ Carlos di Lisbona, Accademia di Santa Cecilia, Opera di Roma, Festival di Salisburgo, Konzerthaus di Vienna, Festival di Wiesbaden, Festival di Schwetzingen, Carnegie Hall, Festival di Tanglewood, NHK Tokio, Festival di Matsumoto.
Si è dedicata anche alla musica da camera e al Lied. Si è infine affermata in campo didattico, con masterclass e seminari (Conservatorio di Genova, ASLICO, Teatro del Giglio di Lucca, Fondazione Pergolesi-Spontini di Jesi, Festival "Dino Ciani" ecc.), nonché come docente all'Accademia Musicale Chigiana di Siena (succedendo a Shirley Verrett), al Lyric Opera of Chicago, all'Accademia del Maggio Fiorentino, allo Sperimentale di Spoleto, all'Ateneo della Lirica di Sulmona, a Ticino Musica. Ha inoltre insegnato Canto presso il Conservatorio di Cagliari .

## Repertorio (parziale)
- Tommaso Albinoni
  - Il nascimento dell'Aurora
- AA. VV. Lieder, Chansons, Canciónes, Arie e Romanze per canto e pianoforte
- Johann Sebastian Bach
  - Passione secondo Giovanni BWV 245
  - Passione secondo Matteo BWV 244
  - Oratorio di Natale BWV 248
  - Cantate
- Ludwig van Beethoven
  - Sinfonia n. 9
- Hector Berlioz
  - Nuits d'été
  - Roméo et Juliette
- Johannes Brahms
  - Rapsodia per contralto
- Anton Bruckner
  - Te Deum
- Marc-Antoine Charpentier
  - Te Deum
- Domenico Cimarosa
  - Requiem
- Manuel de Falla
  - Siete canciónes populares espanolas
- Gaetano Donizetti
  - Anna Bolena (Smeton)
- Christoph Willibald Gluck
  - Orfeo ed Euridice (Orfeo)
- Georg Friedrich Händel
  - Agrippina (Ottone)
  - Alcina (Bradamante)
  - Rodelinda (Bertarido)
  - Semele (Ino, Juno)
  - Anthem for the Foundling Hospital
  - The Choice of Hercules
  - Messiah
  - Il Messia (versione italiana orchestrata da Mozart)
  - Cantate italiane
- Niccolò Jommelli
  - Fetonte (Libia)
  - Didone abbandonata
- Gustav Mahler
  - Sinfonia n. 8
  - Kindertotenlieder
- Felix Mendelssohn Bartholdy
  - Elia
  - Die erste Valpurgisnacht
- Claudio Monteverdi
  - Madrigali
  - L'incoronazione di Poppea (Ottone)
- Wolfgang Amadeus Mozart
  - Mitridate, re di Ponto (Farnace)
- Luigi Nono
  - "Quando stanno morendo". Diario polacco n. 2
  - Guai ai gelidi mostri
  - Prometeo. Tragedia dell'ascolto
- Giovanni Battista Pergolesi
  - Lo frate 'nnamorato (Nina)
  - La morte di San Giuseppe (Maria Santissima)
  - Salve Regina
  - Stabat Mater
- Giacomo Puccini
  - Suor Angelica (Zia Principessa)
- Ottorino Respighi
  - Lauda per la natività di Nostro Signore
- Gioachino Rossini
  - Semiramide (Arsace)
  - Tancredi (Isaura, Tancredi)
  - L'italiana in Algeri (Isabella)
  - La gazza ladra (Pippo)
  - Il viaggio a Reims (Modestina)
  - Messa di Gloria
  - Stabat Mater
  - Petite messe solennelle
- Alessandro Scarlatti
  - Stabat Mater
- Igor' Fëdorovič Stravinskij
  - Les noces
  - Pulcinella
- Giuseppe Verdi
  - Falstaff (Mrs. Quickly)
- Antonio Vivaldi
  - Juditha triumphans (Holofernes)
  - Magnificat
  - Gloria
  - Stabat Mater
  - Cantate
- Richard Wagner
  - Wesendonck-Lieder (orchestrazione di H. Henze)

## Discografia (studio)
| Anno | Compositore                 | Titolo                                                         | Ruolo              | Cast                                                                        | Orchestra e Coro                                  | Direttore           | Etichetta            |
| ---- | --------------------------- | -------------------------------------------------------------- | ------------------ | --------------------------------------------------------------------------- | ------------------------------------------------- | ------------------- | -------------------- |
| 1989 | Gaetano Donizetti           | Anna Bolena                                                    | Smeton             | Joan Sutherland, Samuel Ramey, Giorgio Surjan                               | Welsh Opera Orchestra and Chorus                  | Richard Bonynge     | Decca                |
| 1990 | Igor' Fëdorovič Stravinskij | Pulcinella                                                     | mezzosoprano       | David Gordon, John Ostendorf                                                | The Saint Paul Chamber Orchestra                  | Christopher Hogwood | Decca                |
| 1991 | Wolfgang Amadeus Mozart     | Missa solemnis in do minore K 139 e Messa in do maggiore K 257 | contralto          |                                                                             | King's College Choir ed English Chamber Orchestra | Stephen Cleobury    | Decca                |
| 1998 | Gioachino Rossini           | Semiramide                                                     | Arsace             | Edita Gruberova, Helene Le Corre, Ildebrando D'Arcangelo, Juan Diego Florez | Radio Symphonieorchster Wien e Wiener Konzertchor | Marcello Panni      | Nightingale Classics |
| 1999 | Giacomo Puccini             | Suor Angelica                                                  | La zia Principessa | Angela Gheorghiu, Maria Guleghina, Roberto Alagna, Neil Shicoff,            | London Symphony Orchestra                         | Antonio Pappano     | EMI                  |

## Discografia (live)
- Luigi Nono Quando stanno morendo. Diario Polacco n.2, dir. Luigi Nono, Experimental Studio 1982
- Georg Friedrich Händel Agrippina, ruolo Ottone, Orchestra Pedrollo di Vicenza, dir. Christopher Hogwood, Mondo Musica, Venezia 1983
- Gioachino Rossini Tancredi, ruolo Isaura, con Lella Cuberli, Marilyn Horne, Nicola Zaccaria, Orchestra e Coro del Teatro La Fenice, dir. Ralf Weikert, Cetra, Venezia 1983
- Wolgang Amadeus Mozart Mitridate re di Ponto, ruolo Farnace, Orchestra e Coro del Teatro La Fenice, dir. Roderyck Brydon, Venezia 1984
- Gioachino Rossini Il viaggio a Reims, ruolo Modestina, con Lucia Valentini Terrani, Lella Cuberli, Katia Ricciarelli, Francisco Araiza, Samuel Ramey, Ruggero Raimondi, Leo Nucci, Enzo Dara, Giorgio Surjan, William Matteuzzi, EYCO Orchestra, dir. Claudio Abbado, DGG,  Pesaro 1984 (partecipazione straordinaria)
- Giovanni Battista Pergolesi Lo frate 'nnamorato, ruolo Nina, con Elisabeth Norberg-Schulz, Ezio di Cesare, Luciana D’Intino, Nuccia Focile, Alessandro Corbelli, Orchestra e Coro del Teatro alla Scala, dir. Riccardo Muti, Ricordi-EMI, Milano 1989
- Giovanni Battista Pergolesi Lo frate 'nnamorato (DVD), ruolo Nina, con Elisabeth Norberg-Schulz, Ezio di Cesare, Luciana D’Intino, Nuccia Focile, Alessandro Corbelli, Orchestra del Teatro alla Scala, dir. Riccardo Muti, regia Roberto De Simone, scene Mauro Carosi, costumi Odette Nicoletti, elleu multimedia, Milano 1998
- Gioachino Rossini La gazza ladra, ruolo Pippo, con Katia Ricciarelli, William Matteuzzi, Samuel Ramey, Luciana D’Intino, Orchestra del Teatro Comunale di Bologna, dir. Gianluigi Gelmetti, Sony, Pesaro 1989
- Giovanni Battista Pergolesi La morte di San Giuseppe, ruolo Maria Santissima, con Michele Ferruggia, Maria Angeles Peters, Patrizia Pace,  Orchestra Scarlatti della RAI di Napoli, dir. Marcello Panni, EMI, 1990
- Gioachino Rossini Messa di Gloria, ruolo contralto, con Pietro Spagnoli, Robert Gambill, Francisco Araiza, Anna Caterina Antonacci, Orchestra e Coro dell'Accademia Nazionale di Santa Cecilia, dir. Salvatore Accardo, Ricordi-EMI, Roma 1992
- Gioachino Rossini Tancredi (DVD), ruolo Tancredi, con Raul Gimenez, Ildebrando D’Arcangelo, Maria Bayo, Radio Sinfonieorchester e Coro SDR, dir. Gianluigi Gelmetti, scene e costumi Pier Luigi Pizzi, Arthaus, Schwtzingen 1992
- Giuseppe Verdi Falstaff, ruolo Mrs. Quickly, con Daniela Dessì, Juan Pons, Roberto Frontali, Ramón Vargas, Orchestra e Coro del Teatro alla Scala, dir. Riccardo Muti, Sony, Milano 1993
- Gioachino Rossini Di tanti palpiti. Arie e canzoni inedite, aggiunte, alternative”, Radio Sinfonieorchester Orchester Stuttgart, dir. Maurizio Benini, Ricordi-EMI, Pesaro 1993
- Gioachino Rossini Semiramide, ruolo Arsace, con Edita Gruberová, Juan Diego Flórez, Ildebrando D’Arcangelo, Radio Symphonieorchester Wien e Wiener Konzertchor, dir. Marcello Panni, Nightingale Classics, Vienna 1998
- Christoph W.Gluck Orfeo ed Euridice (DVD), ruolo Orfeo, Orchestra e Coro del Teatro San Carlo di Napoli, dir. Gustav Kuhn, regia Alberto Fassini, scene e costumi Pasquale Grossi, Brilliant Classics, Napoli 1998
- Giuseppe Verdi Falstaff (DVD), ruolo Mrs. Quickly, con Desiré Rancatore, Barbara Frittoli, Peter Hoare, Gwynne Howel, Robin Leggate, Roberto Frontali, Tarver Kenneth, Bryn Terfel, Orchestra e Coro R.O.H. Covent Garden,dir. Bernard Haitink, regia Graham Vick, BBC Opus Arte Londra 2000
- Giuseppe Verdi Falstaff (DVD), ruolo Mrs. Quickly, con Inva Mula, Barbara Frittoli, Luigi Roni, Paolo Barbacini, Ernesto Gavazzi, Juan Diego Flórez, Roberto Frontali, Anna Caterina Antonacci, Orchestra e Coro del Teatro alla Scala, dir. Riccardo Muti, regia Ruggero Cappuccio, EuroArts, Busseto 2001.